# Fiedlerův mlýn
Fiedlerův mlýn byl vodní mlýn v Hněvkovicích na levém břehu řeky Vltavy v říčním kilometru 208,95 naproti Královcovu mlýnu. Oba mlýny měly společný jez.

## Historie
Záznam v hněvkovické kronice uvádí, že byl mlýn zakoupen roku 1740 rodem mlynářů Fiedlerovými „od nějakého mlynáře, který se ve žlabech utopil“. V matričních záznamech však úmrtí mlynáře není zaznamenáno a tudíž doložitelné, od kdy Fiedlerovi vlastnili mlýn. Podle portálu Vodní mlýny.cz byl mlýn zakoupen Hynkem Fidlerem z Vodňan v roce 1778. Dle jiného zdroje je dohledatelný Josef Adam Fiedler, nejstarší syn Ignáce Fiedlera z Vodňan, který v roce 1801 na mlýně zemřel ve věku 52 let. Josef Adam se na mlýně narodil roku 1779. Mlýn vlastnil mlynářský rod Fiedlerů až do roku 1942, kdy zemřel Karel Fiedler a krátce po něm i jeho žena Terezie. Karel Fiedler vlastnil také cihelnu v Hněvkovicích. Dne 8. března 1943 mlýn zakoupil Wilhelm Bruno, který jej chtěl přestavět na průmyslový mlýn. To se ale nepodařilo. Po ukončení druhé světové války byl mlýn konfiskován a následně předán obci Hněvkovice.

## Popis
Mlýn stál na levém břehu Vltavy v blízkosti vorové propusti v jezu. V roce 1857 se uvádí, že měl mlýn dva žlaby k mletí obilí, přičemž jeden mohl odvádět vodu i na pilu k řezání dřeva. V roce 1880 měl čtyři složení a pilu, která poháněla dvě mlýnská kola o průměru 4,06 m v prvním žlabu a dvě mlýnská kola o průměru 4,08 m a 4,42 m ve druhém žlabu. V roce 1921 měl mlýn jedno složení, které pohánělo jedno mlýnské kolo na spodní vodu. V roce 1955 byl mlýn už zbořený, zachována byla pouze obytná budova.

### Jez
Jez postavený v roce 1919 je pevný s lomenou přelivnou hranou o celkové délce 91 m se dvěma přelivnými poli o šířce 12 m a 49 m. Pravé pole jezu je dřevěné s kamennou výplní (památkově chráněno), levé je betonové s kamenným obložením a vorovou propustí o šířce 6,3 m. Po rekonstrukci v roce 2012 je pohyblivý o výšce 1,33 m. Jez patřil dvěma mlýnům, mlýn na pravé straně je Královcův mlýn. Na jezu byla postavena plavební komora 70 × 6 m s užitnými parametry 44 × 5,6 m pro překonání výškového rozdílu dva metry.

## Hněvkovický poklad
Při přestavbě mlýna v roce 1943 byl objeven džbánek se 130 stříbrnými mincemi. Nález byl v květnu 1944 zapsán do sbírky muzea v Týně nad Vltavou. Podle datace nejmladší mince můžeme předpokládat, že poklad byl ukryt v období počátku až první čtvrtiny 15. století, v období husitských válek. Poklad byl umístěn do stálé expozice muzea v Týně nad Vltavou.